# Lambdobregma schwarzii
Lambdobregma schwarzii is een vliesvleugelig insect uit de familie Eupelmidae. De wetenschappelijke naam is voor het eerst geldig gepubliceerd in 1896 door William Harris Ashmead als Charitopus schwarzii. De soort komt voor in Biscayne Bay (Florida) en is genoemd naar de ontdekker E. A. Schwarz.